# Rachel Roberts (skådespelare)
Rachel Roberts, född 20 september 1927 i Llanelli i Carmarthenshire, död 26 november 1980 i Los Angeles i Kalifornien, var en brittisk skådespelare.
Roberts framträdde huvudsakligen på scen, men gjorde även en del minnesvärda filmroller, bland annat som Brenda i Lördagskväll och söndagsmorgon (1960), änkan Margaret Hammond i Idolen (1963) för vilken hon nominerades till en Oscar. Rachel Roberts spelade också rollen som Fräulein Schmidt i Mordet på Orientexpressen, den härsklystna flickskolerektorn Mrs Appleyard i Peter Weirs mycket uppmärksammade och omdebatterade kultfilm Utflykt i det okända (1975) och Clarrie Moreton i Yanks (1979).
Åren 1962–1971 var Rachel Roberts gift med skådespelaren Rex Harrison.

## Filmografi i urval
- 1953 – Valley of Song
- 1958-1959 - Our Mutual Friend (miniserie)
- 1960 – Lördagskväll och söndagsmorgon
- 1961 – Girl on Approval
- 1963 – Idolen
- 1966 - Blithe Spirit (TV-film)
- 1969 – The Reckoning
- 1971 – Doctors' Wives
- 1971 – Två red ut
- 1973 – O Lucky Man!
- 1974 – Mordet på Orientexpressen
- 1974 - Great Expectations (TV-film)
- 1975 – Utflykt i det okända
- 1976–1978 - The Tony Randall Show
- 1978 – Tjejen som visste för mycket
- 1979 – Yanks
- 1979 – Rösten inifrån
- 1980 - Attack mot Eifeltornet (TV-film)
- 1981 – Charlie Chan and the Curse of the Dragon Queen